# Пацерковские
Пацерковские (пол. Paciorkowski) — дворянский род.
Происходят от Мартына Пацёрковского, который грамотою Станислава Августа Короля Польского в 1768 году возведен в потомственное дворянство.

## Описание герба
В красном поле золотой гриф, влево, держащий перед собою охотничий рог. В навершии шлема выходит подобный же гриф с рогом как в щите.
Герб Гриф 2 (употребляют: Пацёрковские) внесен в Часть 2 Гербовника дворянских родов Царства Польского, стр. 87.